# Ekaterina Petrovna Šuvalova
Contessa Ekaterina Petrovna Šuvalova, in russo Екатерина Петровна Салтыкова?, nata contessa Saltykova (23 giugno 1743 – Roma, 13 ottobre 1817), è stata una nobildonna russa.

## Biografia
Era la figlia del conte Pëtr Semënovič Saltykov (1698-1772), e di sua moglie, Praskov'ja Jur'evna Trubeckaja (1704-1767).
Nel 1762 sposò il conte Andrej Petrovič Šuvalov (1742-1789) e subito dopo il matrimonio partì con il marito per un grand tour che comprendeva tra l'altro una visita a Voltaire a Ferney. Nel 1766 ritornarono a Mosca, dove presero alloggio in via Mjasinckaja, nel distretto Centrale della città. Nel 1767 la loro casa ospitò l'imperatrice Caterina II. Grazie alla benevolenza dell'imperatrice Ekaterina ottenne una posizione di rilievo a corte. "Superbamente amabile in una comunità semplice e amichevole", secondo le parole del principe Dolgorukov, Ekaterina teneva aperta la casa "dove scienza, arte, poesia, teatro e tutto ciò che catturava l'immaginazione,  aveva il primo posto nella conversazione, nelle attività e nei divertimenti"
Assimilò il deismo del marito, fervente ammiratore di Voltaire. 
Nel 1776 andarono di nuovo all'estero e si stabilirono a Parigi. "La Šuvalova va con molti, ma con nessuno; di conseguenza, questa familiarità non piace a tutti", scrisse all'epoca Fonvizin. Madame du Deffand la definì una donna estremamente noiosa, anche se educata.
Nel 1781 la Šuvalove ritornò a San Pietroburgo e nel 1789 rimase vedova. Nel 1792 era a corte e fu nominata Staats-dame (in russo статс-дама?) e l'imperatrice stessa la incaricò, per la sua esperienza in viaggi all'estero, di accompagnare a San Pietroburgo le giovani principesse del Baden-Durlach, una delle quali, allora quindicenne, era la promessa sposa del granduca Aleksandr Pavlovič, futuro Alessandro I di Russia. Ekaterina compì il suo incarico molto abilmente andando all'estero con la scusa di un viaggio per le terme di Aquisgrana e tornando con le principesse in Russia. Nel giorno del fidanzamento del granduca con Luisa Maria di Baden, fu nominata sua Hofmeisterin (in russo гофмейстерина?, gofmejsterina). 
In questo frangente, Ekaterina dimostrò la sua passione per l'intrigo, che le procurò l'ostilità della corte e il soprannome di la grande clabaudeuse (la grande abbaiatrice). Il granduca la trovava antipatica e, secondo Aleksandr Jakovlevič Protasov, cercò di risolvere la discordia tra la giovane coppia. Secondo Varvara Nikolaevna Golovina, per rafforzare la propria posizione, Ekaterina cercò di adulare il principe Zubov, diventandone la sua confidente.
Nel 1807 Ekaterina e la figlia Aleksandra, che aveva sposato un cattolico austriaco, il principe Dietrichstein, si convertirono al cattolicesimo. Risiedettero a Roma. Morì il 13 ottobre 1817. Il suo corpo fu trasportato a San Pietroburgo e sepolto nel Monastero di Alexander Nevskij.
Ekaterina e il marito ebbero quattro figli:
- Praskov'ja Andreevna (1767-1828), sposò Michail Andreevič Golicyn;
- Pëtr Andreevič (1771-1808);
- Aleksandra Andreevna (1775-1847), sposò il principe Franz Joseph von Dietrichstein;
- Pavel Andreevič (1776-1823), sposò Varvara Petrovna Šachovskova.